# Kitty O’Neil
Kitty Linn O’Neil (ur. 24 marca 1946 w Corpus Christi, zm. 2 listopada 2018 w Eurece) – amerykańska kaskaderka, kierowczyni. W latach 1976–2019 rekordzistka w kategorii największej prędkości na lądzie kobiet.

## Życiorys
Kitty Linn O’Neil urodziła się 24 marca 1946 roku w Corpus Christi w Teksasie. Gdy miała 4 miesiące, zachorowała na odrę i ospę, w wyniku czego straciła słuch. Jej rodzicie nie zauważyli, że ich córka nie słyszy, aż do wieku dwóch lat. Matka Kitty, pochodząca z plemienia Czirokezów, zabroniła jej nauki języka migowego, zamiast tego ucząc ją mówienia na podstawie wibracji krtani oraz czytania z ruchu warg.
W szkole średniej Kitty O’Neil zaczęła uprawiać nurkowanie. W 1962 rozpoczęła trening pod okiem Sammy’ego Lee z nadzieją na udział w Igrzyskach Olimpijskich w 1964 roku, jednak złamany nadgarstek i zapalenie opon mózgowo-rdzeniowych uniemożliwiły to. Mimo początkowej diagnozy lekarzy, że przez chorobę być może nigdy nie będzie chodzić, Kitty O’Neil szybko stanęła na nogi. Niedługo potem zachorowała na raka, co wymagało dwóch operacji.
Nie mogąc wystartować w igrzyskach olimpijskich, Kitty O’Neil zaczęła interesować się różnorakimi wyścigami pojazdów, od motorówek po motocykle. Ustanowiła m.in. rekord prędkości na nartach wodnych kobiet, osiągając prędkość 168,7 kilometrów na godzinę (105 mp/h) czy rekord prędkości na wodzie w 1977, osiągając 442,6 kilometry na godzinę (275 mp/h).
Podczas wyścigów motocyklowych w Valencii w Kalifornii poznała swojego przyszłego męża, Duffy’ego Hambletona. Hambelton pomógł jej po wypadku. Niektóre źródła kwestionują fakt małżeństwa, inne podają, że trwało do 1982 roku.
W latach 70’ rozpoczęła naukę kaskaderstwa. W 1976 jako pierwsza kobieta dołączyła do grupy Stunts Unlimited.
Wśród jej najsławniejszych wyczynów kaskaderskich jest skok z 39 metrów z hotelu Valley Hilton w Sherman Oaks podczas kręcenia serialu Wonder Woman. Sama pobiła swój rekord wysokości, skacząc potem z helikoptera z wysokości 55 metrów.
6 grudnia 1976 roku pobiła rekord prędkości kobiet na lądzie na pustyni Alvord w stanie Oregon. Kierując trójkołowym pojazdem „SMI Motivator” na nadtlenek wodoru, na dystansie 5/8 mili osiągnęła prędkość 825,13 km/h (512,7 mp/h). Była bliska pobicia rekordu mężczyzn wynoszącego 1009,5 km/h (627,3 mp/h) i nieoficjalnie osiągnęła już prędkość 994,6 km/h (618 mp/h), jednak reprezentant firmy zabawkarskiej Marvin Glass, mających prawa do samochodu, kazał jej przerwać próby. Przyczyną były jednoczesne próby pobicia rekordu przez Hala Needhama (współzałożyciela Stunts Unlimited) – firma Marvin Glass miała kontrakt z kierowcą na lalkę na jego podstawie. Rekord ustanowiony przez Kitty O’Neil został pobity w 2019 roku przez Jessi Combs, która zmarła w wypadku podczas bicia tego rekordu. Wynik uznano w 2020 roku. Starania Combs trwały kilka lat. W 2015 roku O’Neil powiedziała, że jest dumna z Combs. Dodała, że jeżeli jej rekord zostanie pobity, będzie musiała pobić go jeszcze raz.
Kitty O’Neil przeszła na emeryturę w 1982 roku. W 1993 przeniosła się do Eureki w stanie Dakota Południowa, gdzie w 2018 roku zmarła w Eureka Community Hospital. Przyczyną śmierci było zapalenie płuc oraz niedawno przebyty atak serca.

## Filmografia
Kitty O’Neil była kaskaderką m.in. w następujących produkcjach:
- 1974, serial Wonder Woman – dublerka Lyndy Carter[2]
- 1974, Port lotniczy 1975[2]
- 1975–1978, serial Baretta[5]
- 1976, Dwuminutowe ostrzeżenie[2]
- 1976–1978, serial The Bionic Woman – dublerka Lindsay Wagner[1]
- 1977, Port lotniczy ’77[2]
- 1977, September 30, 1955[5]
- 1978, Omen II[2]
- 1978, Nieczyste zagranie[2]
- 1980, Blues Brothers[2]
- 1980, Mistrz kierownicy ucieka 2[2]

## W kulturze masowej
- W 1978 roku, w ramach serii „TV’s Star Women” powstała lalka Barbie wzorowana na Kitty O’Neil[7].
- W 1979 roku powstał film „Silent Victory: The Kitty O’Neil Story”, opowiadający o życiu Katie O’Neil. W kaskaderkę wcieliła się Stockard Channing[8].
- 24 marca 2023 upamiętniona Google Doodle[9].